# 抗日军政大学第七分校校部旧址
抗日军政大学第七分校校部旧址，位于中国甘肃省庆阳市华池县林镇乡东华池村东华池自然村街道南侧，为一个省级文物保护单位，类型为近现代重要史迹及代表性建筑。
抗日军政大学第七分校校部旧址的历史年代为抗日战争时期。
2023年第九批省保“抗大七分校大凤川一大队队部旧址”并入。